# Муса (річка)

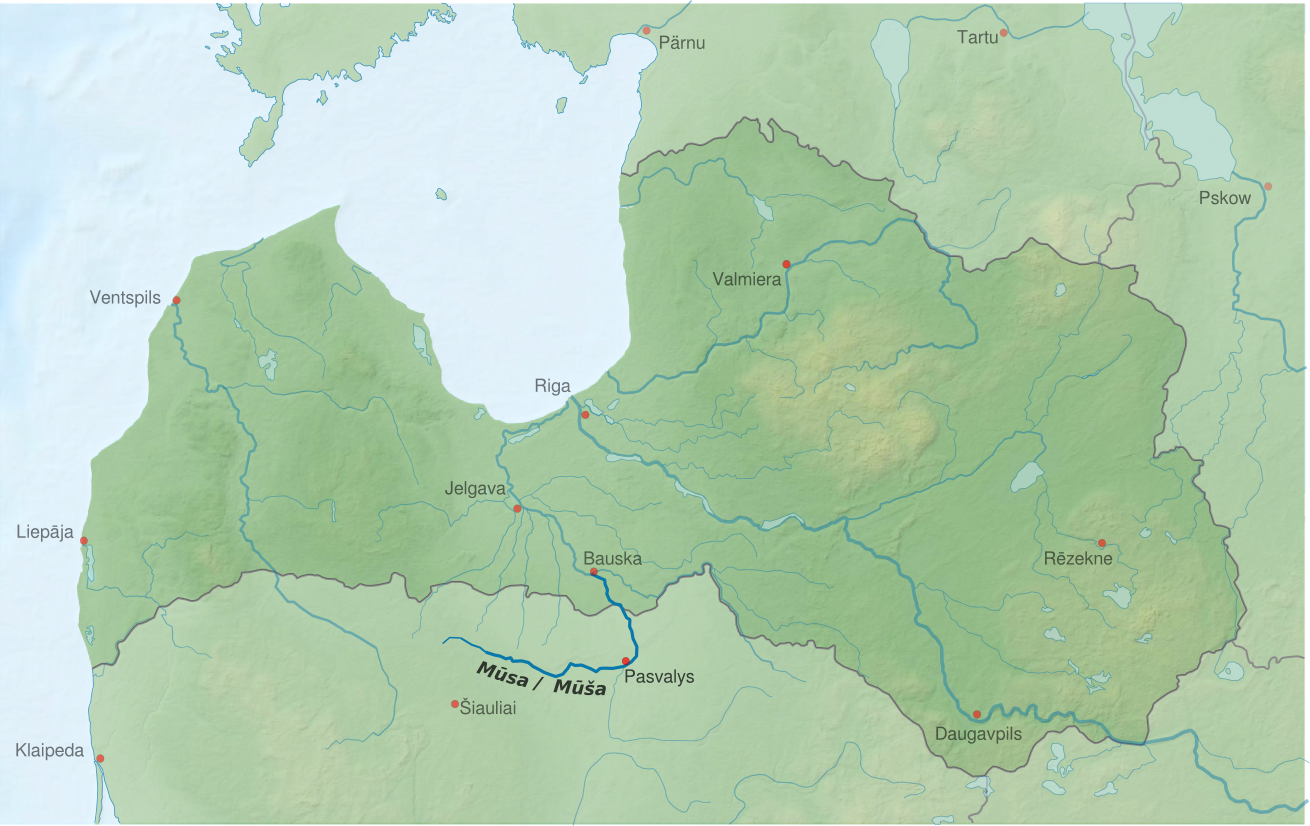

Муса, Муша (лит. Mūša, латис. Mūsa) — річка в північній частині Литви та південній частині Латвії. Довжина річки — 164 км, з них 140 км — протікає територією Литви, потім 6 км річки утворює кордон між Литвою та Латвією, та останні 18 км до самого злиття з річкою Мемеле біля міста Бауска — на території Латвії. В результаті злиття утворюється річка Лієлупе.
Джерело річки Муса знаходиться в 16 км на південь від міста Жагаре.
В результаті сільськогосподарської діяльності річка зазнає забруднень сполуками фосфору та азоту.
Основними притоками є: Вілкведіс (Vilkvedis), Воверкіс (Voverkis), Кульпа (Kulpa), Круоя (Kruoja), Даугівене (Daugyvenė), Мажупе (Mažupė), Левуо (Lėvuo), Півеса (Pyvesa), Йешмуо або В'єкшмуо (Jiešmuo/Viekšmuo), Татула (Tatula), Черіаукште (Čeriaukštė). Всі притоки приходять з правого берега.